# Satyrer

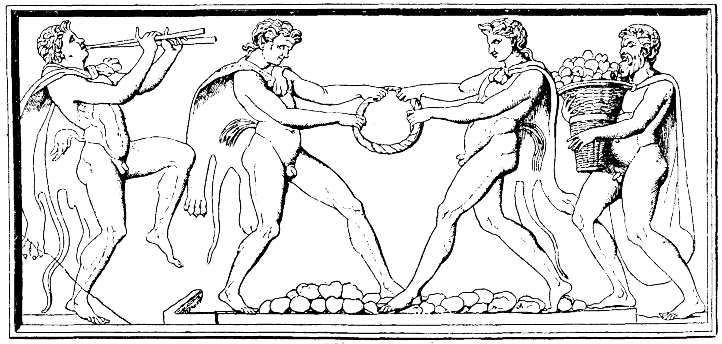
Satyrer som trampar druvor. Antik relief.

För den norska black metal-musikern Satyr, se Sigurd Wongraven
I grekisk mytologi är satyrerna (grekiska: satyroi) manliga naturväsen, hälften människor, hälften häst eller bock, som hemsöker skogar och berg som följeslagare till Pan och framför allt Dionysos. Deras kvinnliga motsvarigheter är menaderna. Satyrerna har små utväxter i pannan som på en get skulle kallas horn. På vaser från Attika framträder de som kraftigt byggda med platt näsa, stora spetsiga öron, långt lockigt hår, helskägg och med svansar som hos hästen eller geten.
Satyrerna omtalas aldrig av Homeros, men Hesiodos omnämner dem som bröder till bergnymferna och kureterna och kallar dem lättjefulla och värdelösa. De är starkt bundna till kulten kring Dionysos och ansågs ha särskilt stor sexlust. Euripides skrev ett satyrspel.